# Kepler-1708b I
Kepler-1708b I es un candidato a exoluna que puede orbitar alrededor del exoplaneta Kepler-1708b, que se encuentra a unos 5.500 años luz del Sistema Solar.
También se pueden ver notaciones como Kepler 1708b-i. Kepler-1708b I es el segundo candidato a exoluna, después de Kepler-1625b I.

## Descubrimiento
Se llevó a cabo un estudio de 70 planetas gigantes más fríos que potencialmente albergan exolunas, descubiertos por el telescopio espacial Kepler mediante la observación de tránsitos; sólo Kepler-1708b fue nombrado candidato para tener satélites. Se envió a arXiv un artículo que informa sobre el posible descubrimiento de Kepler-1708b I el 12 de enero de 2022. La tasa de falsos positivos para Kepler-1708b I es solo alrededor del 1%, con una probabilidad aún menor de que la supuesta señal del satélite pueda deberse a un exoplaneta desconocido distinto de Kepler-1708b que orbita alrededor de Kepler-1708. Aunque no hay evidencia de que Kepler-1708b I no sea una exoluna en este momento, todavía se encuentra en la etapa candidata y se requieren futuras observaciones de seguimiento para confirmar su existencia. Es posible que se puedan observar observaciones adicionales del tránsito de Kepler-1708b I y variaciones en el tiempo de tránsito si se realizan observaciones futuras con el Telescopio Espacial Hubble, el Telescopio Espacial James Webb, PLATO, etc. Se espera que el próximo tránsito ocurra el 24 de marzo de 2023.

## Características
Se dice que Kepler-1708b I es un minineptuno o posiblemente una supertierra con un radio de aproximadamente 2,6 radios terrestres. Se trata de un tamaño mucho más pequeño que Kepler-1625b I. Kepler-1708b I orbita a una distancia de 740.000 kilómetros de Kepler-1708b, con un período de aproximadamente 4,6 días, en el mismo plano que la órbita del planeta alrededor de la estrella.